# Flachet – Alain Gilles
Flachet - Alain Gilles – stacja metra w Lyonie, na linii A. Stacja została oddana do użytku 2 maja 1978.